# Тэмбор, Джеффри
Дже́ффри Майкл Тэ́мбор (англ. Jeffrey Michael Tambor; род. 8 июля 1944[…], Сан-Франциско, Калифорния) — американский актёр и комик, известный по ролям в сериалах «Замедленное развитие» и «Очевидное». Лауреат премий «Золотой глобус», двух премий «Эмми» и премии Гильдии киноактёров США.

## Биография
Тэмбор родился 8 июля 1944 года в Сан-Франциско, в семье консервативных иудеев — домохозяйки Эйлин (в девичестве Зальцберг) и Майкла Бернарда Тэмбора, имеющих венгерские и украинские корни. Окончил среднюю школу имени Авраама Линкольна и Университет штата в Сан-Франциско по специальности «актёрское мастерство», а затем Университет Уэйна, где получил степень магистра.
Тэмбор был трижды женат и дважды разведён. У него есть дочь Молли (родилась в 1975).
В декабре 2001 года Тэмбор женился на Касии Остлан, от брака с которой у него четверо детей: сын Габриэль Каспер (род. 10 декабря 2004) и дочь Ив Джулия (род. 10 декабря 2006), которые были усыновлены, а также сыновья-близнецы Хьюго Бернард и Илай Николас (род. 4 октября 2009).
В 2007 году СМИ сообщили, что Тэмбор стал саентологом, однако сам актёр в следующем году опроверг это: «Когда-то я немного изучал саентологию, но ничего более. Я ничего не имею против неё, но я больше не саентолог».

## Обвинения в домогательствах
8 ноября 2017 года Тэмбор был обвинён в сексуальных домогательствах его бывшей ассистенткой Ван Барнс. Заявление Барнс было сделано в приватной публикации на «Facebook», где она написала, что Тэмбор «неоднократно приставал к ней, позволял непристойные комментарии, лапал её, а также угрожал подать в суд, если она расскажет об этом». 16 ноября 2017 года Тэмбор был также обвинён в домогательствах актрисой Трейс Лисетт. По её словам, он неоднократно делал ей непристойные сексуальные замечания, а однажды домогался её физически. Тэмбор ответил на обвинения: «Я глубоко сожалею, если какие-либо из моих действий могли быть неверно истолкованы как сексуально агрессивные, или же если я кому-то навредил или оскорбил. Но факт в том, что, при всех моих недостатках, я не являюсь маньяком, и мысль о том, что кто-то может подумать обо мне в таком ключе тревожит меня больше, чем я могу выразить словами». Несколькими днями позже Тэмбор был обвинён в домогательствах визажисткой Тамарой Делбридж, работавшей с ним на съёмках фильма «Никогда больше» (2001). Тэмбор ответил, что не помнит подобного случая, но извинился «за любой непреднамеренно принесённый ей дискомфорт».
К тому моменту Тэмбор покинул сериал «Очевидное», 19 ноября выпустив заявление: «Играть Мору Пфефферман в «Очевидном» было для меня большой привилегией и одним из лучших творческих опытов в жизни. Однако за последние несколько недель стало ясно, что это уже не та работа, за которую я взялся четыре года назад. Я уже дал понять, что глубоко сожалею, если какое-либо из моих действий было неверно истолковано как агрессивное, однако сама мысль о том, что я мог преднамеренно кого-либо домогаться, не соответствует истине. Учитывая создавшуюся политизированную атмосферу на площадке, не представляю, как смог бы вернуться в сериал».
Об обвинениях стало известно после завершения в том же месяце съёмок пятого сезона «Замедленного развития». Команда сериала поддержала Тэмбора, а также подтвердила, что сцены с его участием останутся в шоу.
В первом интервью после ухода из «Очевидного» в мае 2018 года Тэмбор продолжил отрицать обвинения, однако признал, что на протяжении всей жизни испытывает проблемы с контролем гнева. Он отметил, что будучи на шоу «до смерти переживал» о том, чтобы достоверно показать сыгранного им трансгендерного персонажа, и что из-за стресса он порой становился «сложным» и «грубым».

## Избранная фильмография
- 1977 — Коджак / англ. Kojak — судмедэксперт (в одном эпизоде)
- 1978 — Старски и Хатч / Starsky and Hutch — Рэнди (в одном эпизоде)
- 1979 — Такси / Taxi — Уолтер Гринсвалд, конгрессмен (в одном эпизоде)
- 1979 — Правосудие для всех / …And Justice for All — Джей Портер
- 1979—1980 — Семейка Роперов / англ. The Ropers — Джеффри Брукс-третий (в двадцати восьми эпизодах)
- 1981 — Суббота, 14-е / англ. Saturday the 14th — Вальдемар, вампир
- 1981—1982 — Трое — это компания / Three’s Company — разные роли (в трёх эпизодах)
- 1982 — МЭШ / M*A*S*H — майор Реддиш (в одном эпизоде)
- 1982 — С девяти до пяти / 9 to 5 — Франклин Харт (в четырёх эпизодах)
- 1983 — Глория / Gloria — доктор Уэббер (в одном эпизоде)
- 1983 — Мистер мама / Mr. Mom — Джинкс Лэтэм
- 1983 — Человек, которого не было / The Man Who Wasn’t There — Борис Потёмкин
- 1984 — Только большое чувство / англ. No Small Affair — Кен
- 1985 — Роберт Кеннеди и его эпоха / англ. Robert Kennedy & His Times — Пьер Сэлинджер
- 1985—1986 — Сумеречная зона / The Twilight Zone — разные роли (в двух эпизодах)
- 1986—1987 — Джонни Квест / Jonny Quest — Хард-Рок (в пяти эпизодах)
- 1987 — Ровно в три часа / англ. Three O'Clock High — мистер Райс
- 1987—1988 — Макс Хэдрум / Max Headroom — Мюррей, продюсер (в четырнадцати эпизодах)
- 1988 — Она написала убийство / Murder, She Wrote — Расселл Армстронг (в одном эпизоде)
- 1989 — Бренда Старр / Brenda Starr — Владимир
- 1989 — Доктор Дуги Хаузер / англ. Doogie Howser, M.D. — член Совета больницы (в одном эпизоде)
- 1989, 1991 — Золотые девочки / The Golden Girls — доктор Стивенс (в двух эпизодах)
- 1990 — Кто здесь босс? / Who’s the Boss? — Эд Хартуэлл / Фред (в одном эпизоде)
- 1990 — Закон для всех / Equal Justice — Гарри Бикер (в одном эпизоде)
- 1990 — Лиза / Lisa — мистер Маркс
- 1990 — Байки из склепа / Tales from the Crypt — Чарли Марно (в одном эпизоде Dead right)
- 1990 — Невероятные приключения Билла и Теда / Bill & Ted’s Excellent Adventures — озвучивание второстепенных персонажей (в одном эпизоде)
- 1991 — Жизнь — дерьмо / Life Stinks — Вэнс Крассуэл
- 1991 — Городские пижоны / City Slickers — Лу
- 1991 — Пустое гнездо / англ. Empty Nest — доктор Биндер (в одном эпизоде)
- 1992 — Статья 99 / Article 99 — доктор Лео Круц
- 1992—1998 — Шоу Ларри Сандерса / англ. The Larry Sanders Show — Хэнк Кингсли (в восьмидесяти девяти эпизодах)
- 1993 — Динозавры / Dinosaurs — Хэнк Хиблер (в одном эпизоде)
- 1993 — Дом в холмах / англ. A House in the Hills — Вилли
- 1994 — Убийства в стране радио / Radioland Murders — Уолт Уэйлен-младший
- 1995 — Толстопузы / Heavyweights — Мори Гарнер
- 1995 — Пинки и Брейн / Pinky and the Brain — жук Фьеро (в одном эпизоде)
- 1996 — Большие парни / Big Bully — Арт Ландстрам
- 1996 — Настоящие приключения Джонни Квеста / англ. The Real Adventures of Jonny Quest — Блэк Джэк Ли (в одном эпизоде)
- 1997 — Дакмен: частный детектив и семьянин / англ. Duckman — психиатр (в одном эпизоде)
- 1997 — Джонни Браво / Johnny Bravo — озвучивание второстепенных персонажей (в одном эпизоде)
- 1997 — ААА! Настоящие монстры / Aaahh!!! Real Monsters — Джерри, санитарный служащий (в одном эпизоде)
- 1998 — Доктор Дулиттл / Dr. Dolittle — доктор Фиш
- 1998 — Все без ума от Мэри / There’s Something About Mary — Салли
- 1998 — Знакомьтесь, Джо Блэк / Meet Joe Black — Куинс
- 1998 — Удивительные странствия Геракла / Hercules: The Legendary Journeys — король Салмоней (в одном эпизоде)
- 1998 — Храбрые сердца / англ. The Lionhearts — Хэнк (в двух эпизодах)
- 1999 — Маппет-шоу из космоса / Muppets from Space — Эдгар Сингер
- 1999 — Убить миссис Тингл / Teaching Mrs. Tingle — Уэнчелл, тренер
- 1999 — Прерванная жизнь / Girl, Interrupted — доктор Мелвин Поттс
- 2000 — Поллок / Pollock — Клем Гринберг
- 2000 — Гринч — похититель Рождества / How the Grinch Stole Christmas — Аугустус Мэй Кто, мэр Ктовиля
- 2001 — Практика / The Practice — Сид Герман (в двух эпизодах)
- 2002 — Крутая семейка / англ. The Proud Family — Рэндольф Вераскола (в одном эпизоде)
- 2002—2003 — Оззи и Дрикс / англ. Ozzy & Drix — Моул, бывший секретный агент (в трёх эпизодах)
- 2003 — Хуже не бывает / Scorched — сотрудник банка
- 2003 — Разыскиваются в Малибу / англ. Malibu's Most Wanted — доктор Фелдман
- 2003 — Приключения Элоизы / англ. Eloise at the Plaza — мистер Саломон
- 2003 — Элоиза 2: Рождество / англ. Eloise at Christmastime — мистер Саломон
- 2003 — Дочь моего босса / My Boss’s Daughter — Кен
- 2003 — Под солнцем Тосканы / Under the Tuscan Sun — бракоразводный адвокат (в титрах не указан)
- 2003—2006, 2013, 2018 — н. в. — Замедленное развитие / Arrested Development — Джордж Блут-старший / Оскар Блут (в восьмидесяти четырёх эпизодах)
- 2004 — Евротур / EuroTrip — мистер Томас (в титрах не указан)
- 2004 — Хеллбой: Герой из пекла / Hellboy — Том Мэннинг
- 2004 — Губка Боб Квадратные Штаны / The SpongeBob SquarePants Movie — король Нептун[14]
- 2007 — Вихрь / Slipstream — Гик / Джеффри / доктор Гикмэн
- 2007 — Закон и порядок /  Law & Order — Барри Дилуинн, судья (в одном эпизоде)
- 2007 — Чаббчаббы спасают Рождество / англ. The ChubbChubbs Save Xmas — Санта-Клаус
- 2007 — Рождественский фильм о Пухе — супер-сыщике / англ. Super Sleuth Christmas Movie — Санта Клаус
- 2008 — Супергеройское кино / Superhero Movie — доктор Уитби
- 2008 — Хеллбой 2: Золотая армия / Hellboy II: The Golden Army — Том Мэннинг
- 2008—2009 — Красавцы / Entourage — камео (в двух эпизодах)
- 2009 — Изобретение лжи / The Invention of Lying — Энтони Джеймс
- 2009 — Бэтмен: отважный и смелый / Batman: The Brave and the Bold — озвучивание второстепенных персонажей (в одном эпизоде)
- 2009 — Адский эндшпиль / англ. Operation: Endgame — дьявол
- 2009 — Мальчишник в Вегасе / The Hangover — Сид Гарнер
- 2009 — Монстры против пришельцев / Monsters vs. Aliens — Карл Мёрфи
- 2010 — Рапунцель: Запутанная история / Tangled — Лавлорн
- 2010 — Скуби-Ду! Абракадабра-Ду / Scooby-Doo! Abracadabra-Doo — мистер Кельвин Кёрдлс
- 2010 — Скуби-Ду! Корпорация «Тайна» / англ. Scooby-Doo! Mystery Incorporated — Джилл Литтлфут (в одном эпизоде)
- 2010—2011 — Спецагент Арчер / Archer — разные роли (в четырёх эпизодах)
- 2011 — Пол: Секретный материальчик / Paul — Адам Шэдоучайлд, писатель-фантаст
- 2011 — Мальчишник 2: Из Вегаса в Бангкок / The Hangover Part II — Сид Гарнер
- 2011 — Счастливчик / Lucky — Гарольд Уэйлон, детектив
- 2011 — Побеждай! / Win Win — Стивен Вигман
- 2011 — Пингвины мистера Поппера / Mr. Popper’s Penguins — мистер Гремминс
- 2011 — Липучка / Flypaper — Гордон Блит
- 2012 — Приключения Надоедливого Апельсина / англ. The High Fructose Adventures of Annoying Orange — мистер Апельсин
- 2012 — Москва 2017 / Branded — Боб Гиббонс
- 2013 — Мальчишник: Часть III / The Hangover Part III — Сид Гарнер
- 2013—2014 — Закон и порядок: Специальный корпус / Law & Order: Special Victims Unit — Бен Коэн / Лестер Коэн (в четырёх эпизодах)
- 2013—2014 — Хорошая жена / The Good Wife — судья Джордж Клюгер (в четырёх эпизодах)
- 2014 — 2017 — Очевидное / Transparent — Мора Пфеффермен (в 40 эпизодах)
- 2017 — Смерть Сталина / The Death of Stalin — Георгий Маленков

## Награды и номинации
| Год  | Премия                                    | Категория                                                        | Номинированная работа                  | Результат |
| ---- | ----------------------------------------- | ---------------------------------------------------------------- | -------------------------------------- | --------- |
| 1993 | Прайм-тайм премия «Эмми»                  | Лучшая мужская роль второго плана в комедийном телесериале       | «Шоу Ларри Сандерса»                   | Номинация |
| 1994 | CableACE Awards                           | Актёр комедийного телесериала                                    | «Шоу Ларри Сандерса»                   | Номинация |
| 1995 | CableACE Awards                           | Актёр комедийного телесериала                                    | «Шоу Ларри Сандерса»                   | Номинация |
| 1996 | Прайм-тайм премия «Эмми»                  | Лучшая мужская роль второго плана в комедийном телесериале       | «Шоу Ларри Сандерса»                   | Номинация |
| 1996 | CableACE Awards                           | Актёр комедийного телесериала                                    | «Шоу Ларри Сандерса»                   | Номинация |
| 1997 | Прайм-тайм премия «Эмми»                  | Лучшая мужская роль второго плана в комедийном телесериале       | «Шоу Ларри Сандерса»                   | Номинация |
| 1997 | CableACE Awards                           | Актёр комедийного телесериала                                    | «Шоу Ларри Сандерса»                   | Номинация |
| 1998 | Прайм-тайм премия «Эмми»                  | Лучшая мужская роль второго плана в комедийном телесериале       | «Шоу Ларри Сандерса»                   | Номинация |
| 1998 | Online Film & Television Association      | Лучший актёр в телесериале кабельного канала                     | «Шоу Ларри Сандерса»                   | Номинация |
| 1999 | Дневная премия «Эмми»                     | Выдающийся исполнитель в анимационной программе                  | «Храбрые сердца»                       | Номинация |
| 2001 | Blockbuster Entertainment Awards          | Любимый актёр второго плана — комедия                            | «Гринч — похититель Рождества»         | Номинация |
| 2004 | Прайм-тайм премия «Эмми»                  | Лучшая мужская роль второго плана в комедийном телесериале       | «Замедленное развитие»                 | Номинация |
| 2004 | Премия «Спутник»                          | Лучший актёр второго плана в сериале — комедия или мюзикл        | «Замедленное развитие»                 | Победа    |
| 2004 | Премия Ассоциации телевизионных критиков  | Личные достижения в комедии                                      | «Замедленное развитие»                 | Номинация |
| 2004 | Online Film & Television Association      | Лучший актёр второго плана в комедийном телесериале              | «Замедленное развитие»                 | Номинация |
| 2004 | Gold Derby Awards                         | Лучший комедийный актёр второго плана                            | «Замедленное развитие»                 | Номинация |
| 2005 | Премия Гильдии киноактёров США            | Лучший актёрский состав в комедийном сериале                     | «Замедленное развитие»                 | Номинация |
| 2005 | Прайм-тайм премия «Эмми»                  | Лучшая мужская роль второго плана в комедийном телесериале       | «Замедленное развитие»                 | Номинация |
| 2005 | Women's Image Network Awards              | Актёр в телевизионном фильме или мини-сериале                    | «Шоу Маппетов: Волшебник из страны Оз» | Номинация |
| 2006 | Премия Гильдии киноактёров США            | Лучший актёрский состав в комедийном сериале                     | «Замедленное развитие»                 | Номинация |
| 2006 | Gold Derby Awards                         | Лучший актёрский состав в комедийном сериале                     | «Замедленное развитие»                 | Победа    |
| 2012 | White Sands International Film Festival   | Награда за жизненные достижения                                  | н/д                                    | Победа    |
| 2012 | Milano International Film Festival Awards | Лучший актёр                                                     | «Знакомство со Спенсером»              | Номинация |
| 2014 | Премия Гильдии киноактёров США            | Лучший актёрский состав в комедийном сериале                     | «Замедленное развитие»                 | Номинация |
| 2014 | Премия «Спутник»                          | Лучший актёр в сериале — комедия или мюзикл                      | «Очевидное»                            | Победа    |
| 2015 | Прайм-тайм премия «Эмми»                  | Лучшая мужская роль в комедийном телесериале                     | «Очевидное»                            | Победа    |
| 2015 | Премия «Золотой глобус»                   | Лучшая мужская роль в телевизионном сериале — комедия или мюзикл | «Очевидное»                            | Победа    |
| 2015 | Премия «Выбор телевизионных критиков»     | Лучшая мужская роль в комедийном сериале                         | «Очевидное»                            | Победа    |
| 2015 | Dorian Awards                             | Лучшее представление на ТВ — актёр                               | «Очевидное»                            | Победа    |
| 2015 | Gold Derby Awards                         | Лучший комедийный актёр второго плана                            | «Очевидное»                            | Победа    |
| 2015 | Gold Derby Awards                         | Лучшее представление года                                        | н/д                                    | Номинация |
| 2015 | Online Film & Television Association      | Лучший актёр в комедийном телесериале                            | «Очевидное»                            | Победа    |
| 2015 | Премия «Спутник»                          | Лучший актёр в сериале — комедия или мюзикл                      | «Очевидное»                            | Победа    |
| 2015 | Премия Ассоциации телевизионных критиков  | Личные достижения в комедии                                      | «Очевидное»                            | Номинация |
| 2016 | Прайм-тайм премия «Эмми»                  | Лучшая мужская роль в комедийном телесериале                     | «Очевидное»                            | Победа    |
| 2016 | Премия «Золотой глобус»                   | Лучшая мужская роль в телевизионном сериале — комедия или мюзикл | «Очевидное»                            | Номинация |
| 2016 | Премия «Выбор телевизионных критиков»     | Лучшая мужская роль в комедийном сериале                         | «Очевидное»                            | Победа    |
| 2016 | Премия «Выбор телевизионных критиков»     | Лучшая мужская роль в комедийном сериале                         | «Очевидное»                            | Номинация |
| 2016 | Dorian Awards                             | Лучшее представление на ТВ — актёр                               | «Очевидное»                            | Победа    |
| 2016 | Gold Derby Awards                         | Лучший комедийный актёр второго плана                            | «Очевидное»                            | Победа    |
| 2016 | Online Film & Television Association      | Лучший актёр в комедийном телесериале                            | «Очевидное»                            | Победа    |
| 2016 | Премия «Спутник»                          | Лучший актёр в сериале — комедия или мюзикл                      | «Очевидное»                            | Номинация |
| 2016 | Премия Гильдии киноактёров США            | Лучший актёрский состав в комедийном сериале                     | «Очевидное»                            | Номинация |
| 2016 | Премия Гильдии киноактёров США            | Лучшая мужская роль в комедийном сериале                         | «Очевидное»                            | Победа    |
| 2017 | Прайм-тайм премия «Эмми»                  | Лучшая мужская роль в комедийном телесериале                     | «Очевидное»                            | Номинация |
| 2017 | Премия «Золотой глобус»                   | Лучшая мужская роль в телевизионном сериале — комедия или мюзикл | «Очевидное»                            | Номинация |
| 2017 | Dorian Awards                             | Лучшее представление на ТВ — актёр                               | «Очевидное»                            | Победа    |
| 2017 | Gold Derby Awards                         | Лучший комедийный актёр второго плана                            | «Очевидное»                            | Номинация |
| 2017 | Премия Гильдии киноактёров США            | Лучшая мужская роль в комедийном сериале                         | «Очевидное»                            | Номинация |